# پرچم اوگاندا
پرچم اوگاندا برای اولین بار در ۹ اکتبر ۱۹۶۲ به رسمیت شناخته شد. به‌عنوان پرچم ملی و نشان ملی جمهوری اوگاندا شناخته می‌شود و همچنین دارای تناسب ۲:۳ می‌باشد.

## نگارخانه